# Josef Escher
Josef Escher (Simplon, 17 de septiembre de 1885 – Berna, 9 de diciembre de 1954) fue un abogado, notario y político suizo, miembro del Partido Demócrata Cristiano (PDC).
Fue Consejero Federal desde 1950 hasta su muerte, y dirigió el Departamento de Correos y Ferrocarriles.

## Biografía

### Familia y formación
Era hijo de Anton Escher, transportista y agricultor, y de Emma Müller, hija un hotelero. Tras cursar la enseñanza obligatoria en Brig de 1899 a 1906 y finalizar el bachillerato en Saint-Maurice en 1907, estudió Derecho en las universidades de Berna y Berlín, y se licenció en 1913. Posteriormente abrió una notaría y un despacho de abogados en Brig.

### Carrera política
En el ámbito político, fue vicealcalde de la ciudad de Brig en 1912 y alcalde de Glis de 1920 a 1928. A nivel cantonal, en 1917 fue elegido miembro del Gran Consejo del Cantón del Valais, en el que permaneció hasta 1931. Fue su Presidente en 1923. Fue Consejero de Estado entre 1932 y 1937 (entre 1932 y 1933 fue responsable del Departamento Militar y de Instrucción Pública, y entre 1933 y 1937 del Departamento de Finanzas). También fue Presidente del Consejo de Estado en 1934. Se reveló como uno de los líderes del ala conservadora de su partido, dentro del cual protagonizó duras polémicas contra la corriente socialcristiana y la que encabezaba Maurice Troillet.
Miembro del Consejo Nacional (1925-31, 1936-50, presidente de 1948 a 1949), fue presidente del Partido Conservador Popular (más tarde PDC) entre 1946 y 1950 y miembro del grupo parlamentario para la defensa de los intereses de la población montañesa. De ideas conservadoras, defendió los intereses de los cantones de montaña y la protección de la familia, y subrayó el carácter confesional de su partido.
El 14 de septiembre de 1950 fue elegido miembro del Consejo Federal  en la primera votación. Se hizo cargo del Departamento de Correos y Ferrocarriles, donde tuvo que lidiar con difíciles votaciones populares como las de la Ley de Transportes por Carretera en 1951 y la modificación de la Ley de Servicios Postales en 1953, así como con conflictos relativos a la construcción de la controvertida central eléctrica de Rheinau en 1954.

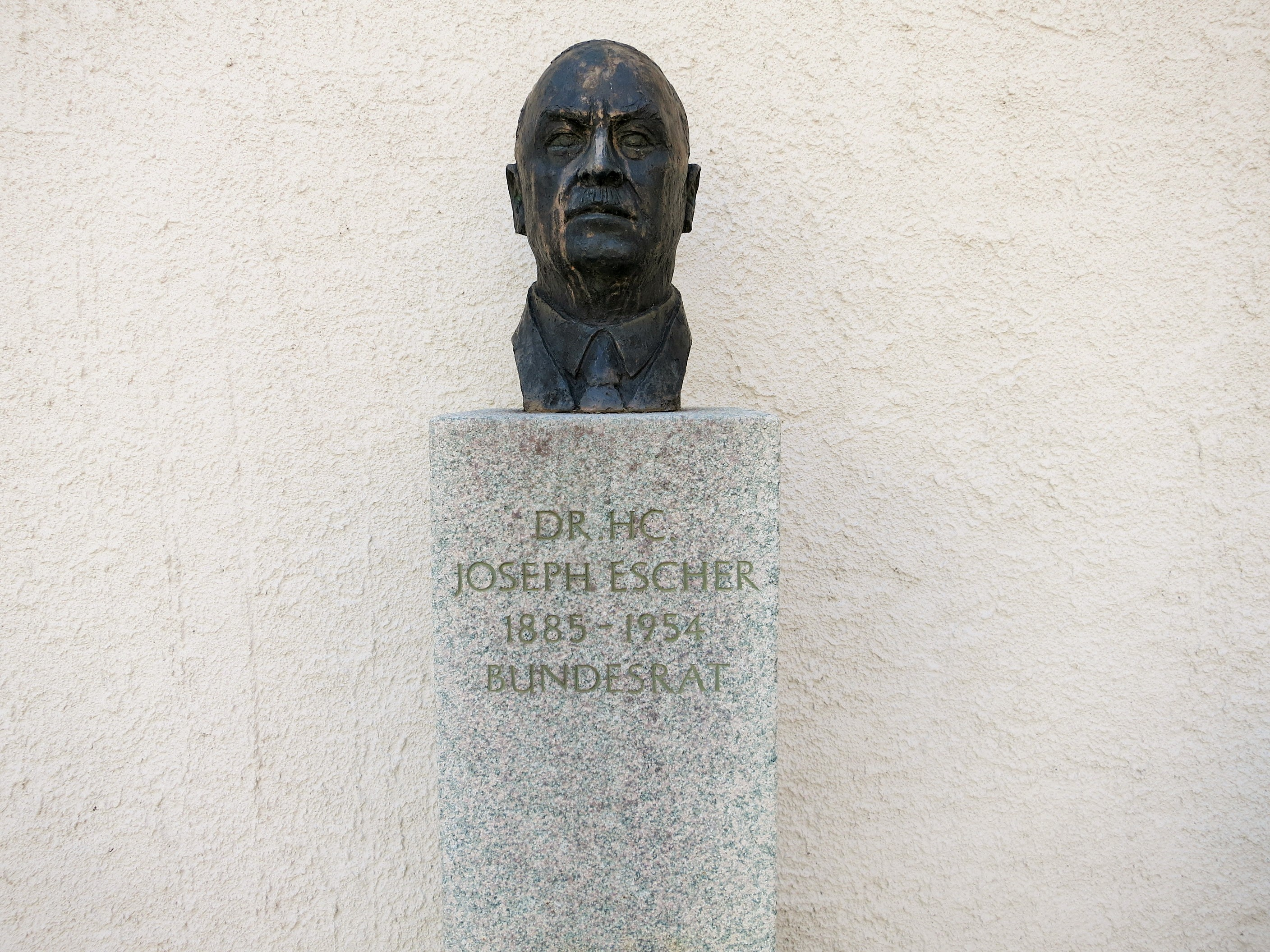
Monumento en Simplon

Fue Vicepresidente de la Confederación en 1954. El 24 de noviembre de aquel año anunció su dimisión a finales de año por motivos de salud, con lo que renunciaba así a asumir la Presidencia, prevista para el año siguiente. Durante la sesión del Consejo Nacional del 9 de diciembre de 1954 sufrió un ataque al corazón y falleció en el Palacio Federal. El funeral de Estado tuvo lugar el 14 de diciembre en la iglesia parroquial de Glis. Está enterrado en el cementerio de Glis. En honor a su figura se han erigido sendos monumentos conmemorativos frente a la iglesia de Glis y en la plaza de Simplon.